# غانغايكوندا شولابورام
غانغايكوندا شولابورام معبد شُيد خلال العصور الوسطى في حدود سنة 1025 ميلادي في الهند خلال حقبة سلالة تشولا في عهد الراجا راجندرا تشولا الأول ، يقع المبنى في ضاحية أريلور في ولاية تاميل نادو، وهو مبنى منحوت على شكل برج هرمي يعتبر اعجوبة هندسية ومعمارية، يتكون من عدة طوابق محاط بسور ضخم يحتوي في داخلة إضافة إلى المعبد على تمثال أسد ضخم يُعبر عن أسد الحراسة وعدد من الأضرحة، دُمر جزء كبير من السور خلال الاحتلال البريطاني للهند خلال القرن التاسع عشر، سنة 1987 تم اختيار غانغايكوندا شولابورام كموقع تراث عالمي.

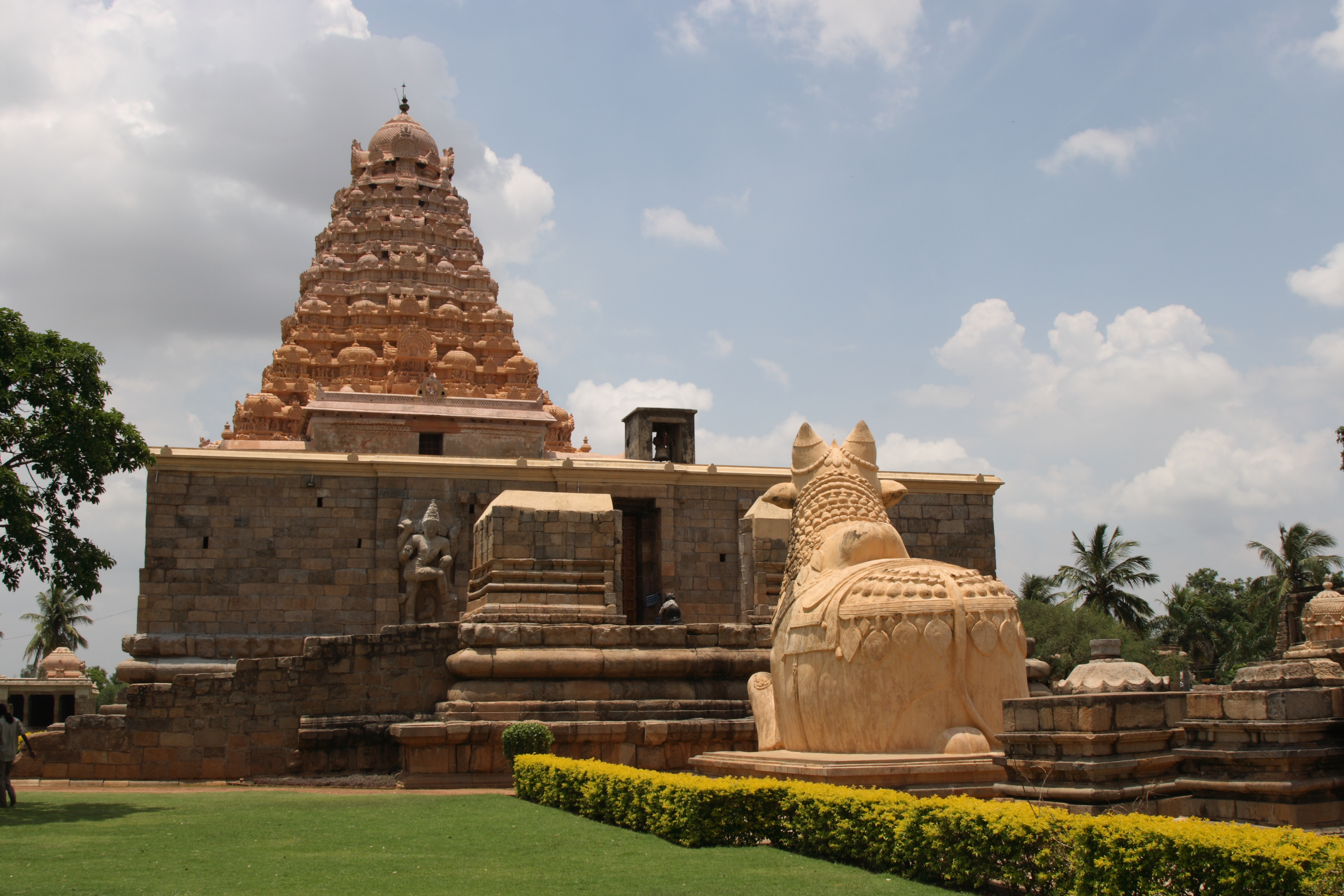
منظر لمعبد غانغايكوندا شولابورام